# Claxby by Normanby
Claxby by Normanby est une paroisse civile et un village du Lincolnshire, en Angleterre.